# 24e Gemotoriseerde Korps (Wehrmacht)
Het 24e Gemotoriseerde Korps (Duits: Generalkommando XXIV. Armeekorps (mot.)) was een Duits legerkorps van de Wehrmacht tijdens de Tweede Wereldoorlog. Het korps kwam alleen in actie in de centrale sector van het Oostfront.

## Krijgsgeschiedenis

### Oprichting
Het 24e Gemotoriseerde Korps werd opgericht in de Heimat op 16 november 1940 door omdopen van het 24e Legerkorps.

### 1941

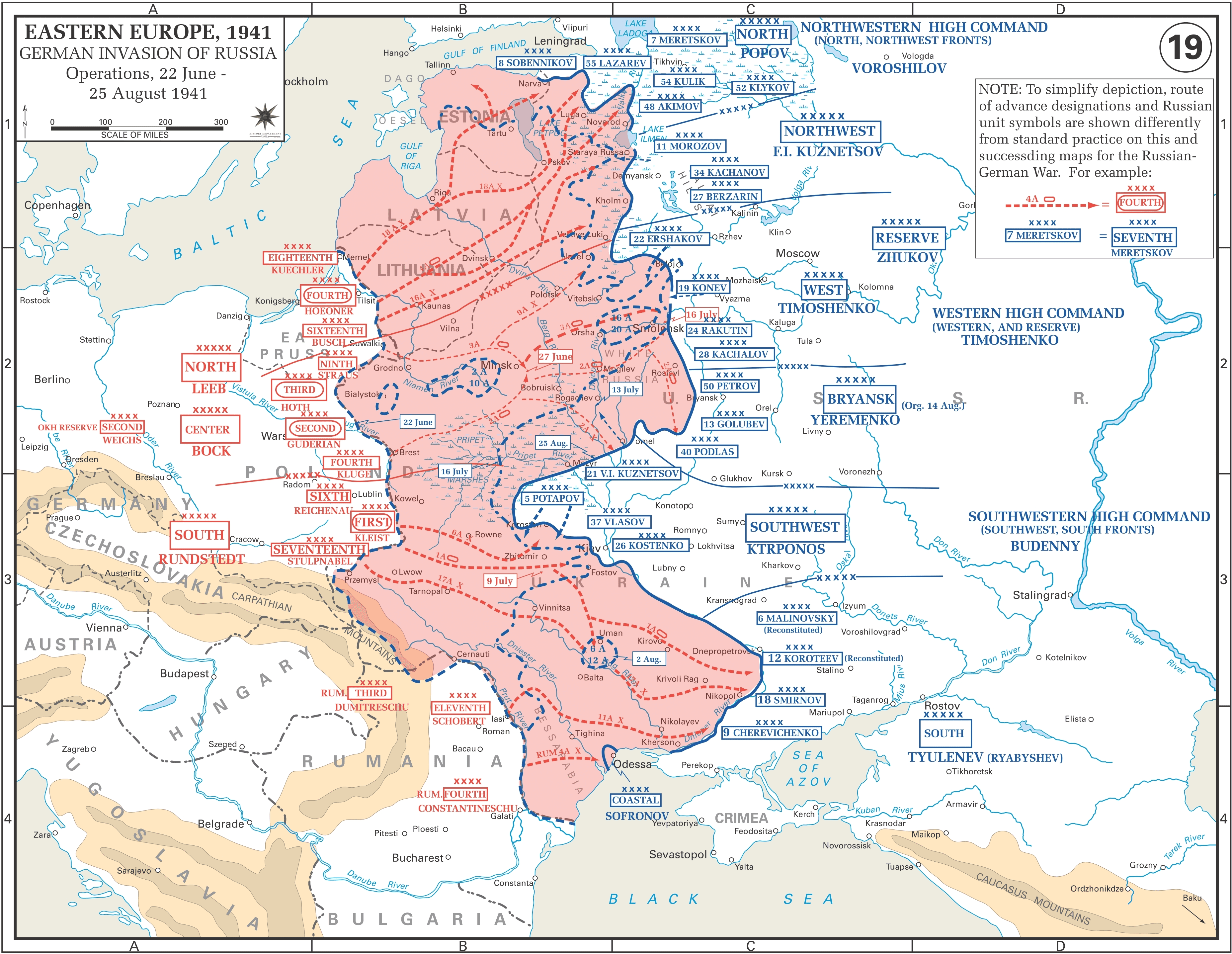
Openingsfase van Operatie Barbarossa

In mei 1941 werd het korps verplaatst naar het Generaal-gouvernement en werd onder bevel geplaatst van het Panzergruppe 2 voor de aanval op de Sovjet-Unie, Operatie Barbarossa. Op 22 juni stak het korps de Westelijke Boeg over bij Kodeń met de 3e en 4e Pantserdivisies. De 10e Gemotoriseerde Divisie kwam er als reserve achteraan en de 1e Cavaleriedivisie vormde de rechterflank. Met de doorbraak over Kobrin en Slonim nam het korps deel aan de omsingelingsslagen bij Białystok en Minsk en bereikte eind juni de Berezina bij Babroejsk. Na de omsingelingsslag bij Smolensk draaide het korps samen met het 47e Gemotoriseerde Korps naar het zuiden en nam deel aan de omsingelingsslag om Kiev. Half september bereikte de 3e Pantserdivisie Romny en daarna werd bij Lochvitsa verbinding verkregen met het 48e Gemotoriseerde Korps van Panzergruppe 1, die vanuit het zuiden kwam. Vervolgens werd een hergroepering uitgevoerd voor het begin van Operatie Taifun, de opmars naar Moskou. Hiervoor beschikte het korps eind september over de 3e en 4e Pantserdivisies, de 10e Gemotoriseerde Divisie en Infanterieregiment (mot.) Großdeutschland. Hierbij volgde een opmars richting Brjansk en daarna verder naar Toela. Op 5 december was de opmars totaal tot stilstand gekomen en de Sovjets lanceerden hun wintertegenoffensief. Het korps moest nu terugtrekken tot rond Brjansk. Gedurende de rest van de winter kon het korps hier zijn stellingen behouden.

### 1942
In april werd het korps teruggetrokken uit de frontlijn om opgefrist te worden en zich voor te bereiden op het nieuwe Duitse zomeroffensief, Fall Blau. Hiervoor verbleef het korps rond Gomel. In juni volgde de verplaatsing naar het startgebied voor het korps voor dit offensief, ten oosten van Koersk, bij Sjtsjigri.
Het 24e Gemotoriseerde Korps werd op 21 juni 1942 bij Sjtsjigri in Rusland omgevormd in 24e Pantserkorps.

## Bovenliggende bevelslagen
| Leger              | Legergroep         | Plaats/regio                          | Begin            | Eind            |
| ------------------ | ------------------ | ------------------------------------- | ---------------- | --------------- |
| 2. Armee           | Heeresgruppe C     | Heimat                                | 16 november 1940 | april 1941      |
| 11. Armee          | Heeresgruppe C     | Heimat                                | april 1941       | mei 1941        |
| 4. Armee           | Heeresgruppe B     | Polen, Brest-Litovsk                  | mei 1941         | 20 juni 1941    |
| Panzergruppe 2     | Heeresgruppe Mitte | Minsk, Smolensk, Kyiv, Brjansk, Orjol | 20 juni 1941     | 5 oktober 1941  |
| 2. Panzerarmee     | Heeresgruppe Mitte | Brjansk, Toela, Brjansk               | 5 oktober 1941   | 20 april 1942   |
| direct onder bevel | Heeresgruppe Mitte | Homel                                 | 20 april 1942    | medio juni 1942 |
| 4. Panzerarmee     | Heeresgruppe Süd   | Koersk                                | medio juni 1942  | 21 juni 1942    |

## Commandanten

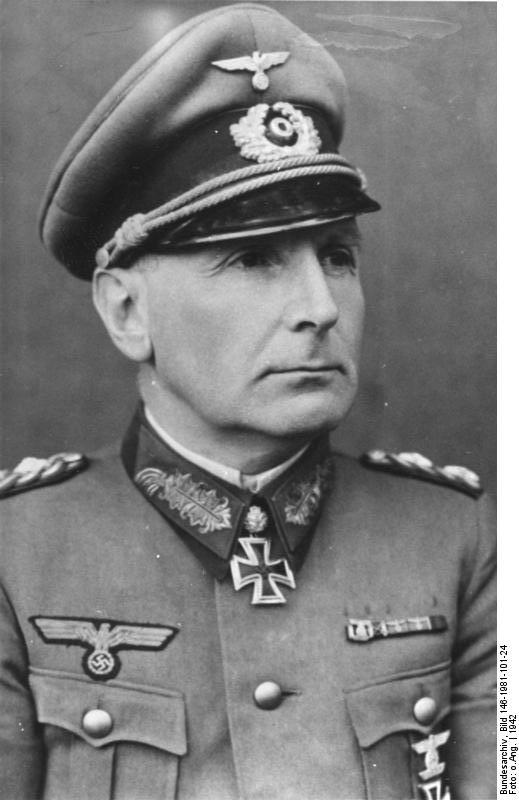
Generaal Willibald von Langermann und Erlencamp

| Rang                                                                | Naam                                   | Begin            | Eind           |
| ------------------------------------------------------------------- | -------------------------------------- | ---------------- | -------------- |
| General der Kavallerie General der Panzertruppe (vanaf 4 juni 1941) | Leo Geyr von Schweppenburg             | 16 november 1940 | 7 januari 1942 |
| Generalleutnant General der Panzertruppe (vanaf 1 juni 1942)        | Willibald von Langermann und Erlencamp | 7 januari 1942   | 21 juni 1942   |